# Phoroncidia altiventris
Phoroncidia altiventris är en spindelart som beskrevs av Yoshida 1985. Phoroncidia altiventris ingår i släktet Phoroncidia och familjen klotspindlar. Inga underarter finns listade i Catalogue of Life.